# Psychopterys
Psychopterys es un género con seis especies de plantas con flores  perteneciente a la familia Malpighiaceae. Es originario de México y Centroamérica. El género fue descrito por  William Russell Anderson & S.Corso  y publicado en Contributions from the University of Michigan Herbarium 25: 116, en el año 2007.

## Descripción
Son enredadera leñosas, a veces descritas como arbustos o árboles pequeños; con estípulas  muy pequeñas, en el peciolo o ligeramente por encima de la base o en el tallo al lado de la base del pecíolo. Las hojas son opuestas. Las inflorescencias son   axilares y terminales. Los pétalos blancos , glabros o seríceos abaxialmente. El fruto en samaras en forma de mariposa con las alas laterales.

## Distribución y hábitat
Se encuentran en matorrales, en el bosque tropical caducifolio y bosque húmedo, desde el sur de México, Guatemala y Belice.

## Etimología
El nombre del género Psychopterys proviene de las palabras griegas para mariposa (psique) y el ala (pteron); todos las samaras en el género se asemejan a una mariposa, con dos alas laterales.

## Especies
- Psychopterys dipholiphylla  	(Small) W.R.Anderson & S.Corso
- Psychopterys mcvaughii 	W.R. Anderson & S. Corso
- Psychopterys multiflora 	(Nied.) W.R. Anderson & S. Corso
- Psychopterys ornata 	W.R. Anderson & S. Corso
- Psychopterys pardalota 	W.R. Anderson & S. Corso
- Psychopterys rivularis 	(C.V.Morton & Standl.) W.R. Anderson & S. Corso